# Музей независимости (Баку)
Музей независимости (азерб. İstiqlal Muzeyi), или Музей «Истиглал» — музей, отражающий последовательную демонстрацию этапов борьбы азербайджанского народа за свою независимость и важных событий в культурно-исторической жизни от самых древних времён до сегодняшних дней.

## История
Музей независимости был создан 7 декабря 1919 году в столице Азербайджанской Демократической Республики, в городе Баку. Большую роль в создании музея сыграли Г. Мирзаджамалов и И. М. Агаоглы. В музее были собраны археологические находки, произведения художников, экземпляры редких книг, предметы нумизматики, ювелирные украшения и т.д.
Музей располагался в здании парламента АДР (ныне — здание Института рукописей Национальной академии наук Азербайджана). Отмечается, что именно тогда в Азербайджане впервые была предпринята попытка создания правового документа по организации и хранению музейных предметов. Музей просуществовал всего один год и не смог осуществить всех задуманных планов. Он был ликвидирован в 1920 году, когда в Азербайджане была установлена Советская власть. Материалы, собранные в музее, стали основой для фондов «Музэкскурс» и Азербайджанского государственного музея.
Создание этого музея считается второй попыткой создания в Азербайджане музея1.

### Современность
Азербайджанский Музей Независимости был возрожден 9 января 1991 года. Музей Независимости располагается в Музейном Центре Министерства Культуры и Туризма
Азербайджанской Республики. Целью создания музея являлось показать борьбу азербайджанского народа на различных этапах исторического развития. Экспозиция музея размещается в 6 залах, посвященных истории национально-освободительных движений страны и Нагорно-Карабахской войне. После окончания Второй карабахской войны , в музее была создана отдельная экспозиция посвященная окончанию конфликта.

#### Фонды Музея Независимости Азербайджана
Экспозиция музея подразделяется на следующие фонды:
- Фонд документов
- Фото фонд
- Фото-негативный фонд
- Фонд нумизматики
- Фонд скульптуры
- Фонд графики
- Фонд живописи
- Фонд Декоративно-прикладного искусства